# Adam Grabowski (trener)

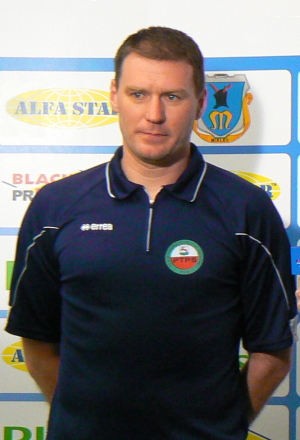
Adam Grabowski asystentem trenera PTPS-u Piła w sezonie 2007/2008

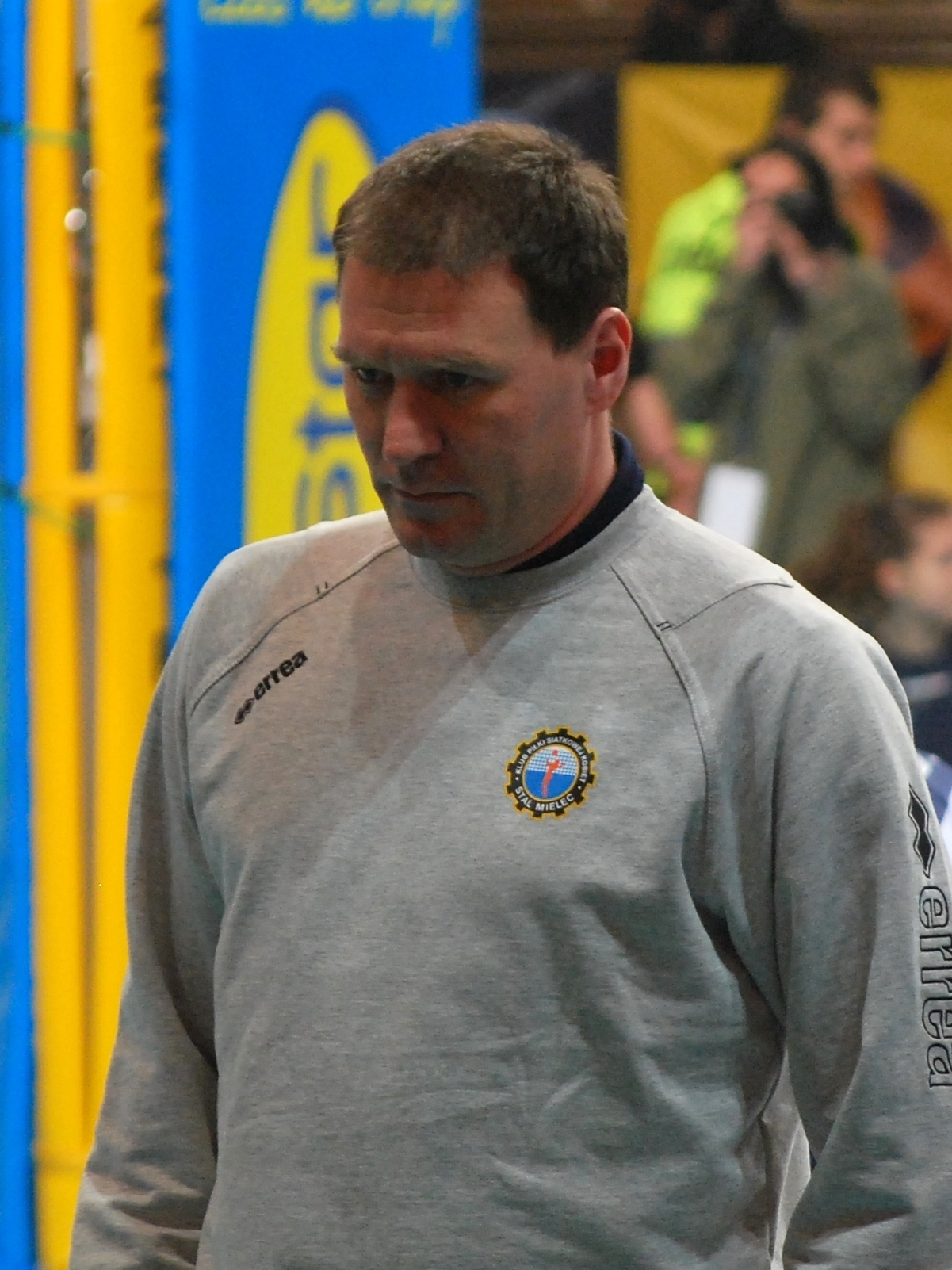
Adam Grabowski trenerem KPSK Stali Mielec w sezonie 2010/2011

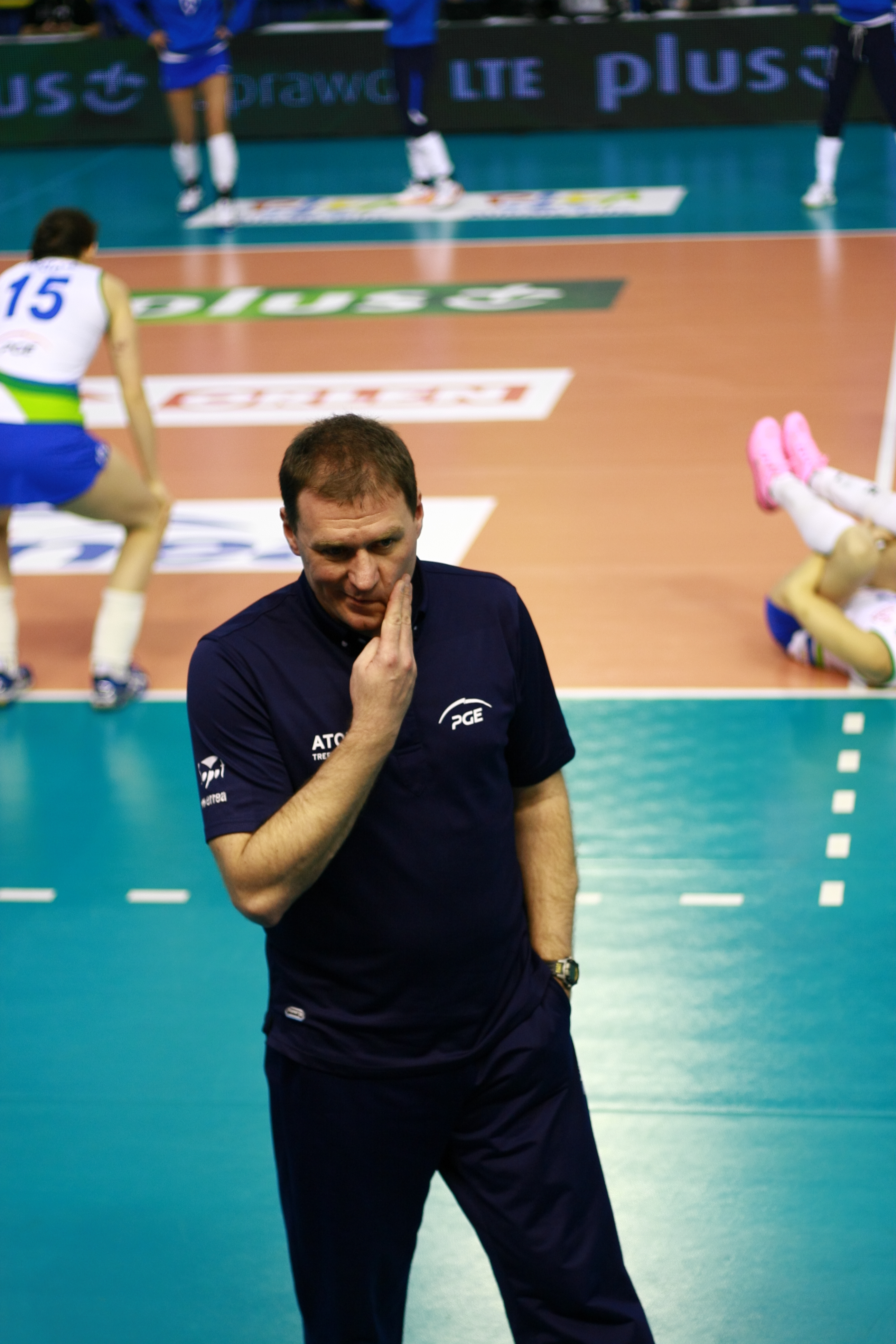
Adam Grabowski trenerem Atomu Trefl Sopot

Adam Grabowski (ur. 1 kwietnia 1970 w Drawsku Pomorskim, zm. 17 października 2024) – polski trener siatkówki. 

## Życiorys
Od roku 1997 z małymi przerwami pracował w PTPS Piła, przeważnie jako asystent Jerzego Matlaka. Pod koniec sezonu 2004/2005 został pierwszym szkoleniowcem zespołu z Piły, z którym zdobył brązowy medal. W połowie sezonu 2009/2010 zastąpił na stanowisku pierwszego trenera Wojciecha Lalka. Jednak po rozegraniu 10 meczu zrezygnował z funkcji trenera siatkarek PTPS Piła. Od sezonu 2010/2011 był pierwszym trenerem KPSK Stali Mielec, grającej w PlusLidze Kobiet. W połowie sezonu 2011/2012 został zwolniony z funkcji pierwszego trenera drużyny z Mielca. Od 22 lutego do końca maja 2012 był pierwszym trenerem II-ligowej Szóstki Biłgoraj. Od początku sezonu 2012/2013 był asystentem pierwszego trenera Atomu Trefla Sopot, Jerzego Matlaka, a po jego zwolnieniu, w grudniu 2012 r. przejął obowiązki pierwszego trenera.
Od 2009 do 2011 był asystentem Jerzego Matlaka w żeńskiej reprezentacji Polski.
Na początku 2022 roku zdiagnozowano u niego stwardnienie zanikowe boczne.

## Przebieg kariery trenerskiej
| Lata                      | Klub / Reprezentacja             | Funkcja          | Osiągnięcie           | Trofeum       | Rok                    |
| ------------------------- | -------------------------------- | ---------------- | --------------------- | ------------- | ---------------------- |
| 1997–2005                 | PTPS Piła                        | asystent trenera | I liga seria A        | złoto         | 1999, 2000, 2001, 2002 |
| 1997–2005                 | PTPS Piła                        | asystent trenera | Puchar Polski         | złoto         | 2000, 2002, 2003       |
| 2005–2005                 | PTPS Piła                        | I trener         | I liga seria A        | brąz          | 2005                   |
| 2005–2010 (do 19.01.2010) | PTPS Piła                        | asystent trenera | Liga Siatkówki Kobiet | srebro · brąz | 2006, 2007, 2008 2009  |
| 2005–2010 (do 19.01.2010) | PTPS Piła                        | asystent trenera | Puchar Polski         | złoto         | 2008                   |
| 2005–2010 (do 19.01.2010) | PTPS Piła                        | asystent trenera | Superpuchar Polski    | złoto         | 2008                   |
| 2009–2011                 | Polska                           | asystent trenera | Mistrzostwa Europy    | brąz          | 2009                   |
| 2010–2010 (od 19.01.2010) | PTPS Piła                        | I trener         |                       |               |                        |
| 2010–2011 (do 30.12.2011) | KPSK Stal Mielec                 | I trener         |                       |               |                        |
| 2012–2012 (od 22.02.2012) | Szóstka Biłgoraj                 | I trener         |                       |               |                        |
| 2012–2012 (do 14.12.2012) | Atom Trefl Sopot                 | asystent trenera |                       |               |                        |
| 2012–2013 (od 14.12.2012) | Atom Trefl Sopot                 | I trener         | Mistrzostwo Polski    | złoto         | 2013                   |
| 2013–2014                 | Beef Master Budowlani Łódź       | I trener         |                       |               |                        |
| 2014–2017 (od 22.12.2014) | KS Pałac Bydgoszcz               | I trener         |                       |               |                        |
| 2017–2018                 | AZS KSZO Ostrowiec Świętokrzyski | I trener         |                       |               |                        |
| 2018–2019                 | MKS Dąbrowa Górnicza             | I trener         | I Liga                | brąz          | 2019                   |
| 2019–2019 (do 11.10.2019) | Wisła Warszawa                   | I trener         |                       |               |                        |
| 2019–2020 (od 15.11.2019) | E.Leclerc Radomka Radom          | I trener         |                       |               |                        |
| 2020–2021 (do 04.01.2021) | PTPS Piła                        | I trener         |                       |               |                        |
| 2021–2021 (od 04.01.2021) | Stal Mielec                      | I trener         | I Liga                | srebro        | 2021                   |